# Fabian Ax Swartz
Fabian Ax Swartz (12 de febrero de 2004) es un deportista sueco que compite en esquí alpino. Ganó una medalla de bronce en el Campeonato Mundial de Esquí Alpino de 2025, en la prueba de equipo mixto. 

## Palmarés internacional
| Campeonato Mundial | Campeonato Mundial | Campeonato Mundial | Campeonato Mundial |
| Año                | Lugar              | Medalla            | Prueba             |
| ------------------ | ------------------ | ------------------ | ------------------ |
| 2025               | Saalbach (Austria) | Medalla de bronce  | Equipo mixto       |